# Língua ifugao

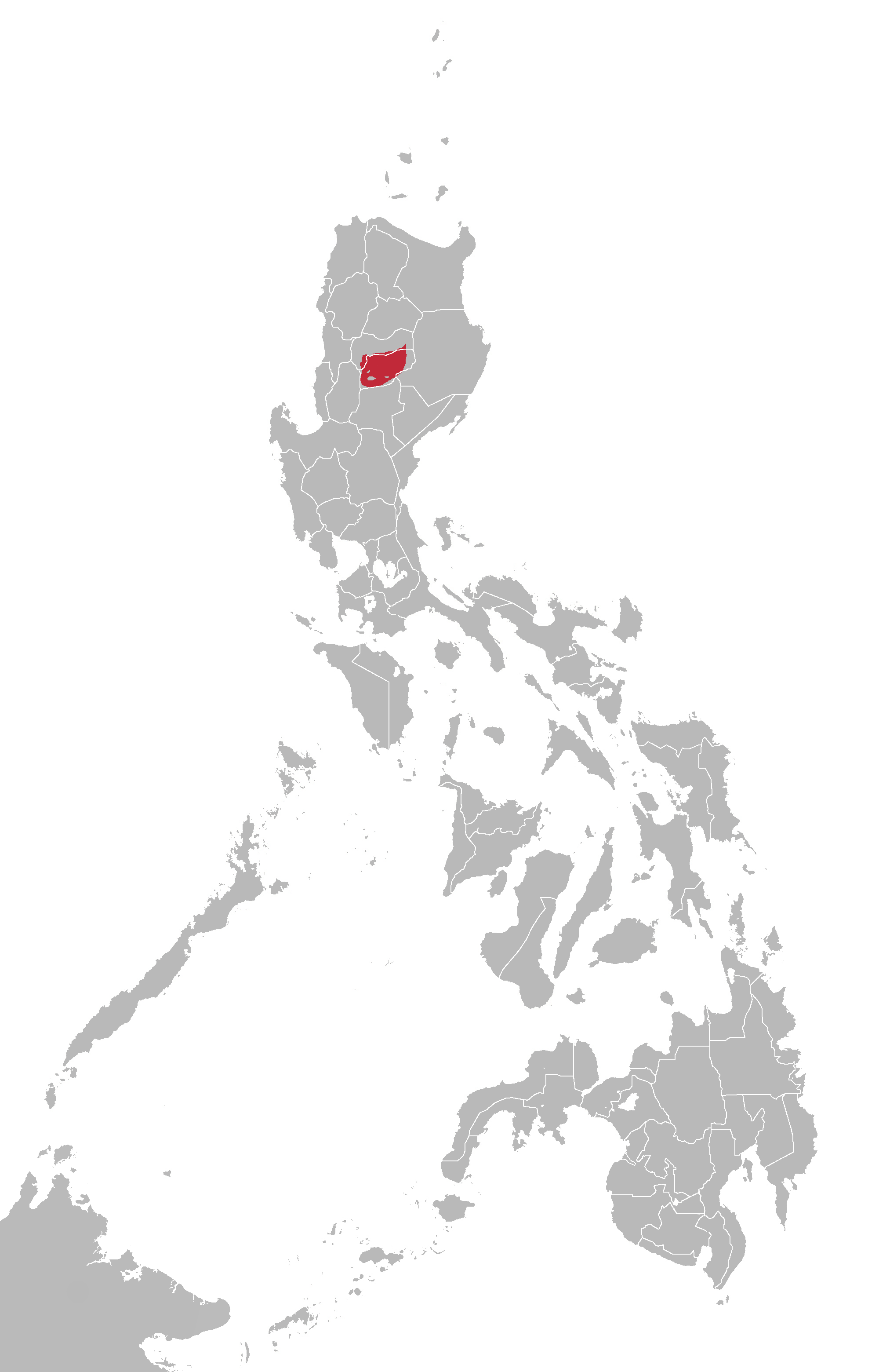
Área onde se fala o continuum dialetal Ifugao

Ifugao ou Batad é um continuum de dialetos (Tuwali, Mayioyao, Amganad, Batad) Malaio-Polinésios falada na província de  Ifugao nos vales setentrionais de Cordillera, Luzon, nas Filipinas. Esses se relacionam com as línguas Bontok e Kankana-ey. Os quatro dialetos são por alguns considerados como línguas separadas.
Palavras de outros idiomas como o Ilokano e outros estão substituindo alguns termos nativos mais antigos.

## Ortografia
O alfabeto latino para o Ifugao unificado é como se segue: A, B, D, E, G, H, I, K, L, M, N, Ng, O, P, T, U, W, Y. As letras são pronunciadas de forma diferente dependendo do dialeto de quem fala:
.